# Google Browser Sync
A Google Browser Sync a Google ingyenes terméke, ami a Google Labs oldalon jelent meg 2006. június 8-án. A termék egy Firefox kiterjesztés (plugin), ami lehetővé teszi a Mozilla Firefox böngésző beállításainak több gép közötti szinkronizációját, az interneten keresztül. A használatához szükség van egy ingyenes Google Számlára, amiben a felhasználó cookie-jai, elmentett jelszavai, könyvjelzői, böngészési előzményei, a megnyitott ablakok és lapok tárolódnak. Az adatok opcionálisan titkosítva tárolódnak a Google szerverein, kulcsként egy (nem feltétlenül csak számokból álló) PIN-kódot használva, ami állításuk szerint még a Google számára is hozzáférhetetlenné teszi az adatok tartalmát. A PIN-kódot nem lehet utólag megváltoztatni, hiszen akkor a szerveren lévő titkosított adatok elvesznének. A jelszavak és a cookie-k minden esetben titkosítva tárolódnak. A jelszavakat a 2.0-s és újabb Firefoxon nem képes frissíteni (mivel ott signons.txt helyett signons2.txt van, és erre nincs felkészítve).
A béta állapotú kiterjesztés már nem tölthető le a Google szervereiről, és csak 2008-ig támogatják a használatát (ezután nem lesz képes a szinkronizációra). A 3.0-s Firefoxon már nem is működik a kiterjesztés, ott a Mozilla Weave-et vagy más szinkronizációs kiegészítőt kell használni.